# 山岸門人
山岸 門人（やまぎし もんど、1982年3月31日 - ）は、日本の俳優。所属事務所はマッシュ。

## 来歴・人物
東京都板橋区出身。関東国際高等学校演劇科卒業。2008年から所属していた劇団鹿殺しを2015年9月に退団した。

## 出演

### 舞台
- 劇団ビタミン大使ABC Vol.28『ザ・ストーカーズ』（2003年） 〜 Vol.35『君のビート』（2006年）
- パルコプロデュース『志の輔らくご』（2004年）
- マンガボーイズ Vol.2『マンガボーイズのドゥドゥドゥ!』（2005年） 〜 Vol.08『S/M/L Selection of Mangaboyz Live』（2007年）
- ネルケプランニング『スクールランブル』（2005年）
- パルコプロデュース『志の輔らくご』（2006年）
- 劇団マッチョドラゴン 第一回公演『おーい竜馬!青春編』（2006年）
- パルコプロデュース『志の輔らくご』（2007年）
- 劇団マッチョドラゴン 第二回公演『yojiros』（2007年）
- 劇団鹿殺し 第十七回公演『2008改訂版・百千万』（2008年）
- ラドママ・プロデュース『アリスマテリアル』（2008年）
- 劇団鹿殺し オルタナティブズVol.3『轟きのうた』（2008年）
- 劇団鹿殺し 第十八回公演『電車は血で走る』（2008年）
- 劇団鹿殺し 第十九回公演『ベルゼブブ兄弟』（2009年）
- 劇団鹿殺し 第二十回公演・回帰『赤とうがらし帝国』（2009）
- 劇団鹿殺し 十周年記念公演第一弾『スーパースター』（2010年） ※第55回岸田國士戯曲賞候補作
- 劇団鹿殺し 十周年記念ロングラン公演『電車は血で走る（再演）』（2010年）
- tiptapプロデュース『宇宙ダイヤモンド』（2010年）
- 劇団鹿殺し 本多劇場進出公演『僕を愛ちて。〜燃える湿原と音楽〜』（2011年）
- 青山円形劇場プロデュース 『CLOUD』（2011年、構成・演出：鈴木勝秀）
- 劇団鹿殺し 夏の女優祭り『岸家の夏』（2011年）
- 劇団鹿殺し 紀伊國屋ホール進出公演『青春漂流記』（2012年）
- パルコプロデュース『テキサス-TEXAS-』（2012年、作：長塚圭史/演出：河原雅彦）
- 『LYNX Live Dub vol.1 LYNX』（2012年、構成・演出：鈴木勝秀）
- 劇団鹿殺し ロックオペラ『田舎の侍』（2012年）
- 『LYNX Live Dub vol.3 HYMNS』（2012年、構成・演出：鈴木勝秀）
- 劇団鹿殺し 音楽劇『BONE SONGS』（2013年）
- ぬいぐるみハンター 『ベッキーの憂鬱』（2013年、作・演出：池亀三太）
- 劇団鹿殺し充電前公演『無休電車』（2013年）
- 鈴木勝秀（suzukatz.）-131115『NAKED』（2013年、構成・演出：鈴木勝秀）
- 『授業』（2013年、作：イヨネスコ/演出：鈴木勝秀）
- Bunkamura25周年記念公演『もっと泣いてよフラッパー』（2014年作・演出：串田和美）
- マサ子の間男『あなたと轍』（2014年、作・演出：福田転球）
- OFFICE SHIKA PRODUCE『山犬』（2014年、作・演出：丸尾丸一郎）
- 劇団鹿殺し『ランドスライドワールド』（2015年、作：丸尾丸一郎/演出：菜月チョビ）
- ロック☆オペラ『サイケデリック・ペイン』（2015年、作：森雪之丞/音楽：布袋寅泰/演出：茅野イサム）
- 劇団鹿殺しロックオペラ『彼女の起源』（2015年、作：丸尾丸一郎/演出：菜月チョビ）
- ブルドッキングヘッドロック『1995』（2015年、作・演出：喜安浩平）
- 『ホテル・カルフォリニア〜HOTEL CALFORINIA〜』（2016年、原作：すぎむらしんいち（講談社）/脚本・演出：大堀光威）
- 芸劇+トーク 朗読『東京』（2016年、作：前田司郎「グレート生活アドベンチャー」/演出：眞鍋卓嗣（俳優座））
- 『歌喜劇/市場三郎〜温泉宿の恋』（2016年、脚本：福田転球/演出：河原雅彦 東京グローブ座）
- 『男と女』（2016年12月27日 - 28日、構成・演出・出演：山岸門人・神戸アキコ）
- ペヤンヌマキ×安藤玉恵 生誕40周年記念＊ブス会 リーディング『男女逆転版・痴人の愛』（2017年7月15日 - 16日、脚本・演出：ペヤンヌマキ）
- ブルドッキングヘッドロックvol.29『田園にくちづけ』（2017年9月22日 - 10月1日、作・演出：喜安浩平 下北沢スズナリ）
- ペヤンヌマキ×安藤玉恵 生誕40周年記念＊ブス会『男女逆転版・痴人の愛』（2017年12月8日 - 19日、脚本・演出：ペヤンヌマキ 駒場アゴラ劇場）
- ミュージカル「アメリ」(演出：児玉明子／2018.5.18〜 銀河劇場)
- 「歌喜劇／市場三郎～グアムの恋」(脚本:福田転球、演出:河原雅彦／2018年11月7日 - 12月2日、東京グローブ座 / 12月7日 - 10日、シアター・ドラマシティ）)
- 朗読「アンナプルナの恋」（演出：北川雅一、脚色：中村未季／2019.2.22〜23）
- 「hymns（ヒムス）」（ 脚本・演出：鈴木勝秀／2019.4.11〜22 博品館劇場）
- Rock Opera「R&J」(原作：ウィリアム・シェイクスピア／脚本・演出：鈴木勝秀／2019.6.14-7.7 日本青年館)
- ミュージカル「怪人と探偵」（脚本・作詞・楽曲プロデュース：森雪之丞、演出：白井晃／2019.9.14～9.29 KAAT神奈川芸術劇場）
- カオルノグチ現代演技 第二技「セイムタイム・ネクストイヤー」(作：バーナード・スレイド、演出：明星真由美／2020年2/5〜10 駅前劇場)
- よしもと有楽町シアタープレゼンツCheer up act vol.1「裏方の女〜ハロー野菜祭り大きなカブ〜」(作・演出：福田転球／2020年10/17〜18)
- 東京二期会「メリー・ウィドー」(台本：ヴィクトール･レオン及びレオ・シュタイン作曲：フランツ・レハール指揮：沖澤のどか演出：眞鍋卓嗣(俳優座)／2020年11.25-29)
- ロック☆オペラ「ザ・パンデモニアム・ロック・ショー ～The Pandemonium Rock Show～」(作・作詞・楽曲プロデュース：森雪之丞、音楽：亀田誠治、演出：河原雅彦／2021.09.18-10.11)
- PARCO PRODUCE 2021 音楽劇「海王星」(作：寺山修司、演出：眞鍋卓嗣、音楽：志磨遼平(ドレスコーズ)／12月〜1月 東京 大阪 青森 仙台 名古屋)ボーイ 役
- パルコ・プロデュース2022「セールスマンの死」(作：アーサー・ミラー、翻訳：広田敦郎、演出：ショーン・ホームズ／2022年4月〜5月 東京 神戸 京都 豊橋 松本 北九州)ハワード・スタンリー 役
- 「呪術廻戦」(原作：呪術廻戦」芥見下々（集英社「週刊少年ジャンプ」連載）演出：小林顕作、脚本：喜安浩平)漏瑚 役
- ライブストリーミング演劇「バックステージオンファイア」(演出：川本成、作：新津孝太、佐々木直／2022年12/25(日) 11:50 / 16:50)照明西村 役
- ミュージカル「刀剣乱舞」和泉守兼定 堀川国広 山姥切国広 参騎出陣 〜八百八町膝栗毛〜（脚本・作詞：浅井さやか、演出：茅野イサム / 2024年8月11日 - 18日、SkyシアターMBS / 8月24日 - 9月1日、TACHIKAWA STAGE GARDEN）[1] 喜多川歌麿 役
- 歌喜劇 / 〜蘇る市場三郎 冥土の恋〜（脚本：福田転球、演出：河原雅彦、2025年6月30日 - 7月27日、東京グローブ座 / 8月1日 - 10日、京都劇場）[2]
- Zu々プロデュース10周年記念公演 第2弾「ダイアナ〜それぞれのダイアナ〜」（脚本・演出：ブラジリィー・アン・山田、2025年9月3日 - 15日〈予定〉、横浜赤レンガ倉庫 1号館 3Fホール）[3]

### 映画
- モテキ（監督：大根仁、2011年9月）
- さまよう獣（監督：内田伸輝、2013年12月）
- さまよう小指（監督：竹葉リサ、2014年9月）
- 進撃の巨人（監督：樋口真嗣、2015年8月）
- ピース オブ ケイク（監督：田口トモロヲ、2015年9月）
- 真田十勇士（監督：堤幸彦、2016年9月） - 町の男 役
- 愛しのアイリーン（監督・脚本：吉田恵輔、原作：新井英樹／2018年9月） - 田代 役
- 母さんがどんなに僕を嫌いでも（原作：歌川たいじ、監督：御法川修、脚本：大谷洋介／2018年11月16日公開）
- 鈴木家の嘘（監督・脚本：野尻克己／2018年11月） - ソープランド「男爵」店長 佐古 役
- スペシャルアクターズ（監督・脚本：上田慎一郎／2019年10月18日公開） - 警備会社社員 役
- 「時雨さんの渡世」(監督：晴日カシュ／2021年)
- ゆとりですがなにか インターナショナル」(脚本：宮藤官九郎、監督：水田伸生／2023年）
- 「女優は泣かない」(監督・脚本：有働佳史／2023年）

### テレビドラマ
- 木曜時代劇「吉原裏同心」最終夜（NHK、2014年9月18日）
- ドラマ24「玉川区役所 OF THE DEAD」第6話（テレビ東京、2014年11月7日） - 安田保 役
- 大河ドラマ「花燃ゆ」第20回（NHK、2015年5月17日）
- 刑事7人 第8話（テレビ朝日、2015年9月2日） - コンビニ強盗未遂犯 役
- ドラマ10「デザイナーベイビー」（NHK、2015年9月22日 - 11月10日） レギュラー
  - 刑事・土橋福助 第7回（NHK、2015年11月4日）
- マジすか学園0 木更津乱闘編（日本テレビ、2015年11月28日） - ムメンキョ 役
- 相棒 season14 第10話（テレビ朝日、2016年1月1日） - 森戸智紀 役
- ヒガンバナ〜警視庁捜査七課〜 第9話（日本テレビ、2016年3月9日）
- 土曜ドラマ「トットてれび」第1回、第2回（NHK総合、2016年4月30日・5月7日）
- 遺産相続弁護士 柿崎真一 第3話（日本テレビ、2016年7月21日） - 津木野聡 役
- ドラマW「沈まぬ太陽」第13話（WOWOW、2016年8月7日）
- 仮面ライダーエグゼイド 第2話（テレビ朝日、2016年10月9日） - 名取蓮介 役
- 深夜食堂-Tokyo Stories-（Netflix、2016年10月21日 - ）
- 土曜ドラマ「スニッファー 嗅覚捜査官」第6話（NHK、2016年11月26日）
- ドラマW「水晶の鼓動 殺人分析班」第4話（WOWOW、2016年12月4日）
- 水曜ミステリー9「嫌われ監察官 音無一六スペシャル」（テレビ東京、2017年1月18日）
- ドラマ24「バイプレイヤーズ〜もしも6人の名脇役がシェアハウスで暮らしたら〜」第6話（テレビ東京、2017年2月17日）
- BS時代劇「立花登青春手控え2」全8話（BSプレミアム、2017年4月7日 - 5月26日） - 水野徳次郎 役
- あなたのことはそれほど（TBS、2017年4月18日 - 6月20日） - 横山良明 役
- 「男の操」第5回・第7回（BSプレミアム、2017年12月10日・24日） - 山下D 役
- 火曜ドラマ「きみが心に棲みついた」（TBS、2018年1月16日 - 3月20日） - 牧村英二 役
- オモヒデ座〜江古田編〜（BSプレミアム、2018年2月24日） - まさやん 役
- うつヌケ 第4話（Hulu、2018年10月20日 - ）
- BS時代劇「立花登青春手控え3」（BSプレミアム、2018年11月） - 水野 役
- 火曜ドラマ「G線上のあなたと私」第4話（TBS、2019年11月5日）
- 深夜食堂 -Tokyo Stories2- 第9話「甘い卵焼き」（Netflix、2019年10月31日）
- ドラマ10「ミス・ジコチョー〜天才・天ノ教授の調査ファイル〜」第7話（NHK総合、2019年11月29日）
- BS新春時代劇「立花登青春手控えスペシャル」（NHK BSプレミアム、2020年1月3日） - 水野徳次郎 役
- プレミアムドラマ「すぐ死ぬんだから」第2話（BSプレミアム、2020年8月30日）
- 金曜ドラマ「恋する母たち」第6話（TBS、2020年11月27日） - 弁護士 役
- 「刑事7人season7」第1話（テレビ朝日、2021年7月7日） - 吾妻隆一 役
- 日曜劇場「日本沈没-希望のひと-」（TBS、2021年） - 大友麟太郎 役
- 「科捜研の女 season21」第5話（テレビ朝日、2021年11月18日） - 山崎永太 役
- BS松竹東急開局記念特別企画ドラマスペシャル「夜のあぐら 〜姉と弟と私〜」（BS松竹東急、2022年） - 太郎 役
- 金曜ドラマ「クロサギ」第7話（TBS、2022年12年2日） - 薮内 役
- サンクチュアリ -聖域-（Netflix、2023年5月） - 時津の部下 役
- 金曜ドラマDEEP「夫婦が壊れるとき」第6話（日本テレビ、2023年5月13日） - 中村 役
- 火曜ドラマ「18/40〜ふたりなら夢も恋も〜」 第2話（TBS、2023年7月18日） - 矢沢光 役
- 「美瑛の丘で…秋」「美瑛の丘で…冬」 (WOWOWプラス／監督：七字幸久／2024年3/29 OA)
- 警視庁ゼロ係〜スカイフライヤーズ〜（2024年7月22日、テレビ東京） - 青島 役[4]
- 土曜ドラマ「 3000万」(NHK総合／2024年)レギュラー出演　弘中文也役
- 金曜ドラマ 「クジャクのダンス、誰が見た？」(TBS 第6話 2025年） 阿南検事の夫役

### テレビアニメ
- 家庭教師ヒットマンREBORN!（テレビ東京、2010年） - デイジー
- 新テニスの王子様（テレビ東京、2012年） - 平理とん平

### ラジオドラマ
- 青春アドベンチャー（NHK-FM）
  - 『ディス・イズ・ザ・デイ』（2019年7月1日 - 5日）
    - 権現様の弟、旅に出る（2019年7月4日）[5]
- FMシアター（NHK-FM）
  - 『母が、来た』（2025年5月17日）[6]

### ネット配信
- ライブストリーミング演劇『エスケープフロムライブラリー』（2024年10月19日、Streaming+）[7]
- Netflixコメディシリーズ「トークサバイバー！ラスト・オブ・ラフ」(企画・演出・プロデュース：佐久間宣行2024年9月3日(火)世界独占配信)

ref>
- MOCKTALE CHANNEL「WORKAHOLICS-#1 デスゲームクリエイター 郡司聡太-」(監督・VFX：伊藤峻太／2025) 郡司聡太 役

### CD
- 劇団鹿殺しRJP 1stアルバム『劇団鹿殺しRJP』
- 劇団鹿殺しRJP 2ndアルバム『肉体と魂』
- 平理とん平&天神耕介『THE BEST OF U-17 PLAYERS III かませ犬のブルース』
- 劇団鹿殺しRJPベストアルバム『ベストだぴょん!』

### その他
- ラジオCM『ピノ』（2005年）
- ラジオCM『au リスモ編』（2006年）
- ゲーム『家庭教師ヒットマンREBORN!DS』（2009年）
- webムービー「NTTコミュニケーションズ」（2010年）
- アース製薬 バスロマンCM（2012年）
- アイリスオーヤマ ケンポナシ茶CM（2012年）
- Live テニプリフェスタ2013（2013年）
- WEB-MOVIE「江崎グリコ GABA 亀田興毅『FIGHT×STRESS』篇」（2016年）
- TV-CM リンナイ「ガス衣類乾燥機 乾太くん」（2016年）
- TV-CM 森永製菓ダース「毎日ダースの日篇」（2016年）
- TV-CM ユーキャン「変わる、きっかけ。 〜いいねほし子〜」（2017年）
- TV-CM ニベア花王8×4 MEN デオドラントボディウォッシュ「寝起き臭ブロック 川島篇」（2017年）
- 劇ラヂ!ライブ2017「ふたり暮らし」（2017年5月5日、NHKラジオ第1、作・演出：ペヤンヌマキ）
- WEB-MOVIE PS4®「ドラゴンクエストXI 過ぎ去りし時を求めて』特別映像｢止まらない山田孝之の妄想 ～大画面でドラクエXI～篇｣（2017年）
- 空中メトロ「undying love」MV（2017年、監督：西村広揮）
- 雑誌「シアターガイド」連載『わたしの今月』（2017年9月1日発売号から）
- ゲームアプリ「新テニスの王子様 RisingBeat」(平理とん平役 声の出演／2017年)
- ラジオドラマ FMシアター「百八つの人助け」(NHK-FM／作：鈴木絵麻、演出：真銅健嗣／2017年)
- Netflixドラマ「炎の転校生 REBORN」TV-CM『全員、駆？』篇(2017年)
- TV-CM「ノジマ」(ノジマ役/2017年)
- TBSラジオ「ラジオシアター〜文学の扉」(2018年2月18日、25日)
- TV-CM サッポロ「麦のくつろぎ」天の声ナレーション (2018)
- WEB-CM「VO5秒速変身ムービー『VO5隊』」篇(2018)
- 「関内デビル」(テレビ神奈川(tvk)／2018年6/27ミニ番組、6/29ゲスト出演)
- TV-CM「詐欺ウォール」 壁の男 フィッシング詐欺 編（2019）
- ラジオドラマ青春アドベンチャー「ディス・イズ・ザ・デイ(全5回)」(NHK-FM／演出：真銅健嗣／2019.7.1 )
- WEB-CMスマホアプリゲーム「伝説対決」(演出:有働佳史／2019)
- WEB-CM「明治 ザ・チョコレート〜明治、出会いの物語〜」(2019年)声の出演
- ペアーズエンゲージブランドキャンペーン動画(2020年)声の出演
- NHK FMシアター「恋するシェイクスピア」(作：伴一彦／音楽：村井秀清／演出：小見山佳典／2020)
- ストーリーファイターSESSION2「記念日」(脚本・演出：大歳倫弘(ヨーロッパ企画) ＋善雄善雄(ゴジゲン) ／2020)
- ラジオドラマ青春アドベンチャー「女だてら(全15回)」(NHK-FM／演出：真銅健嗣／2021)
- FMシアター「遺体を捜す人たち～これは、『人間』を捜す仕事。～」 (NHK-FM／作：足立聡、演出：平竣輔／2022年11/26 OA)
- WEB-movie『ベルシステム24』40周年記念動画「心を重ねる」(谷川俊太郎)( 2022年)
- TV-CM キユーピー テイスティドレッシング 黒酢たまねぎ「幸せなサラダを。」篇(2023年)
- 青春アドベンチャー「襲大鳳〜羽州ぼろ鳶組」(NHK-FM／原作：今村翔吾、脚色：丸尾聡、演出：真銅健嗣／2024年）
- 音楽とラジオコント「大堀こういちのおやすみGOOD NIGHT」(2024年)
- TV-CM 三井住友銀行 Olive「通帳の人」(2025年)
- FMシアター「母が、来た」 (NHK-FM／作：安藤奎、演出：額田大志／2025年〈予定〉)[8]